# Conseil européen informel du 23 février 2018
La réunion informelle du Conseil européen du 23 février 2018 porte principalement sur les priorités politiques du cadre financier pluriannuel (CFP) après 2020, qui constitue le budget à long terme de l'UE, et sur des questions institutionnelles.
S'agissant d'une réunion informelle, tenue dans le cadre du « programme des dirigeants », elle ne fait pas l'objet de conclusions écrites.

## Cadre financier pluriannuel
Le prochain cadre financier pluriannuel (CFP) de l'Union européenne couvrira la période 2021-2027. En avance de phase, les dirigeants européens débattent des trois points suivants :
- Quelles devraient être les priorités politiques du prochain CFP ? ;
- Quel devrait être le niveau global des dépenses dans le prochain CFP ? ;
- Quel calendrier devrions-nous prévoir pour les négociations relatives au CFP ? .

Le prochain CFP doit prendre en compte le départ du Royaume-Uni qui y contribue à hauteur d'environ 10 milliards d'euros par an.

## Questions institutionnelles
Les dirigeants de l'UE ont examiné trois questions concernant le prochain cycle institutionnel : les nominations à des postes de haut niveau, notamment le processus dit des « Spitzenkandidaten », la composition du Parlement européen après les élections de 2019 et l'idée de listes transnationales.
Le premier sujet concerne la désignation du prochain président de la Commission européenne, en principe à l'automne 2019 après les élections européennes de mai 2019. Le TUE ne détermine pas un processus précis. Les parlementaires européens souhaitent que soit reconduite en 2019 la procédure qu'ils ont imposée en 2014 consistant à choisir le président de la Commission parmi les têtes de liste, les « Spitzenkandidaten », des partis représentés au Parlement. La plupart des dirigeants européens, comme Emmanuel Macron ou Angela Merkel n'y sont pas favorables, et préfèrent garder la possibilité de proposer librement une personnalité de leur choix,.
Concernant le nombre de sièges au Parlement après la sortie du Royaume-Uni, l'idée d'une réduction du nombre des membres du Parlement européen en 2019, qui passerait de 751 à 705, est largement soutenue.   
Les listes constituées pour les élections au Parlement européen sont nationales. L'idée de pouvoir constituer des listes transnationales composées de candidats venus de tous les pays de l'Union présentée par Emmanuel Macron est rejetée pour 2019, tant par le Parlement que par les dirigeants. Il est juste convenu d'examiner à nouveau la question pour les élections de 2024. En revanche, la proposition française d'organiser des « consultations citoyennes », débats publics sur l'avenir de l'Europe, est reprise par tous les pays de l'Union, à l’exception de la Hongrie.

## Sources